# إفير كارادين
إفير كارادين (بالإنجليزية: Ever Carradine)‏ هي ممثلة أمريكية، ولدت في 6 أغسطس 1974 بهوليوود في الولايات المتحدة.

## أعمال

### مسلسلات
- موردر
- كاسل
- هاوس

## وصلات خارجية
- إفير كارادين على موقع IMDb (الإنجليزية)
- إفير كارادين على موقع ألو سيني (الفرنسية)
- إفير كارادين على موقع أول موفي (الإنجليزية)
- إفير كارادين على موقع قاعدة بيانات الفيلم (الإنجليزية)
- إفير كارادين على موقع كينوبويسك (الروسية)